# Tour de France 1930
Il Tour de France 1930, ventiquattresima edizione della Grande Boucle, si svolse in ventuno tappe tra il 2 e il 27 luglio 1930, per un percorso totale di 4 818 km. 
Fu vinto per la prima volta dal passista-finisseur e scalatore-discesista francese André Leducq, (al secondo podio al Tour dopo la piazza d'onore conseguita nell'edizione del 1928). 
Si trattò della decima edizione vinta da un corridore di casa. 
Leducq riuscì a vincere questa edizione del Tour de France nonostante un brutto imprevisto occorsogli durante la discesa del Galibier. Una caduta gli ruppe un pedale della bicicletta e fu soltanto grazie all'aiuto dei compagni di squadra che, in quella decisiva tappa, intraprese una leggendaria rimonta per raggiungere (e superare sul traguardo) i più pericolosi avversari. 
Leducq, nono corridore francese trionfatore a Parigi, terminò le proprie fatiche sulle strade transalpine con il tempo di 172h12'16".
La seconda posizione della graduatoria generale venne alla fine ottenuta dal passista-cronoman italiano Learco Guerra, detto "la locomotiva umana" (per lui si trattò della prima volta a podio al Tour).
Al terzo posto della classifica generale si piazzò il passista-cronoman e scalatore francese Antonin Magne (al primo podio nella Grande Boucle).

## Tappe
| Tappa  | Data      | Percorso                       | km    | Vincitore di tappa | Leader cl. generale |
| ------ | --------- | ------------------------------ | ----- | ------------------ | ------------------- |
| 1ª     | 2 luglio  | Parigi > Caen                  | 206   | Charles Pélissier  | Charles Pélissier   |
| 2ª     | 3 luglio  | Caen > Dinan                   | 203   | Learco Guerra      | Learco Guerra       |
| 3ª     | 4 luglio  | Dinan > Brest                  | 206   | Charles Pélissier  | Learco Guerra       |
| 4ª     | 5 luglio  | Brest > Vannes                 | 210   | Omer Taverne       | Learco Guerra       |
| 5ª     | 6 luglio  | Vannes > Les Sables-d'Olonne   | 202   | André Leducq       | Learco Guerra       |
| 6ª     | 7 luglio  | Les Sables-d'Olonne > Bordeaux | 285   | Jean Aerts         | Learco Guerra       |
| 7ª     | 8 luglio  | Bordeaux > Hendaye             | 222   | Jules Merviel      | Learco Guerra       |
| 8ª     | 9 luglio  | Hendaye > Pau                  | 146   | Alfredo Binda      | Learco Guerra       |
| 9ª     | 10 luglio | Pau > Luchon                   | 231   | Alfredo Binda      | André Leducq        |
|        | 11 luglio | giorno di riposo               |       |                    |                     |
| 10ª    | 12 luglio | Luchon > Perpignano            | 322   | Charles Pélissier  | André Leducq        |
|        | 13 luglio | giorno di riposo               |       |                    |                     |
| 11ª    | 14 luglio | Perpignano > Montpellier       | 164   | Charles Pélissier  | André Leducq        |
| 12ª    | 15 luglio | Montpellier > Marsiglia        | 209   | Antonin Magne      | André Leducq        |
| 13ª    | 16 luglio | Marsiglia > Cannes             | 181   | Learco Guerra      | André Leducq        |
| 14ª    | 17 luglio | Cannes > Nizza                 | 132   | Louis Peglion      | André Leducq        |
|        | 18 luglio | giorno di riposo               |       |                    |                     |
| 15ª    | 19 luglio | Nizza > Grenoble               | 333   | Learco Guerra      | André Leducq        |
|        | 20 luglio | giorno di riposo               |       |                    |                     |
| 16ª    | 21 luglio | Grenoble > Évian               | 331   | André Leducq       | André Leducq        |
|        | 22 luglio | giorno di riposo               |       |                    |                     |
| 17ª    | 23 luglio | Évian > Belfort                | 282   | Frans Bonduel      | André Leducq        |
| 18ª    | 24 luglio | Belfort > Metz                 | 223   | Charles Pélissier  | André Leducq        |
| 19ª    | 25 luglio | Metz > Charleville             | 159   | Charles Pélissier  | André Leducq        |
| 20ª    | 26 luglio | Charleville > Malo-les-Bains   | 159   | Charles Pélissier  | André Leducq        |
| 21ª    | 27 luglio | Malo-les-Bains > Parigi        | 300   | Charles Pélissier  | André Leducq        |
| Totale | Totale    | Totale                         | 4 818 |                    |                     |

## Squadre e corridori partecipanti
| N.      | Cod. | Squadra      |
| ------- | ---- | ------------ |
| 1-8     | BEL  | Belgio       |
| 9-16    | ITA  | Italia       |
| 17-24   | ESP  | Spagna       |
| 25-32   | DEU  | Germania     |
| 33-40   | FRA  | Francia      |
| 101-186 | -    | Cicloturisti |

## Resoconto degli eventi
Per la prima volta nel Tour comparirono le squadre nazionali, per evitare sponsorizzazioni dei team, e fu anche introdotta la "carovana pubblicitaria", che precedeva i corridori in tutte le tappe. Fu tuttavia autorizzata la presenza degli sponsor sulle maglie dei ciclisti. Per la prima volta la radio di stato francese trasmise in diretta le tappe della corsa.
Al Tour de France 1930 parteciparono 100 corridori, dei quali 59 giunsero a Parigi. Vi prese parte, con i favori del pronostico, anche l'italiano Alfredo Binda, fino a quel momento vincitore di quattro Giri d'Italia. Il campione di Cittiglio tuttavia, dopo aver vinto due tappe consecutive a Pau e a Luchon, e  quando era ormai avviato a dominare la corsa insieme al compagno-rivale Learco Guerra, decise di ritirarsi a causa di dissidi con la Federazione Ciclistica Italiana. Binda non avrebbe mai più partecipato alla corsa a tappe francese.
André Leducq si impossessò della maglia gialla al termine della nona tappa (vinta da Binda), grazie anche all'aiuto della sua squadra, dopo una rovinosa caduta sulla discesa del Galibier. Sfilò il simbolo del primato a Learco Guerra, che proveniva da una settimana consecutiva da leader della classifica generale. In totale Leducq fu maglia gialla al termine di tredici tappe (le ultime tredici) sulle ventuno previste.
Leducq giunse sul podio della corsa per la seconda volta, nel 1928 si era classificato secondo. Avrebbe poi rivinto il Tour nell'edizione del 1932.
Il francese Charles Pélissier vinse otto tappe (corridore più vincente di questa edizione), arrivando inoltre secondo in sette tappe e terzo in altre tre. Tra le tappe da lui vinte, la prima, che gli permise di indossare la maglia gialla, anche se per una sola frazione. Ciononostante, concluse soltanto al nono posto in classifica generale, suo miglior risultato di sempre nella classifica principale della corsa.

## Classifiche finali

### Classifica generale - Maglia gialla
| Pos. | Corridore         | Squadra  | Tempo      |
| ---- | ----------------- | -------- | ---------- |
| 1    | André Leducq      | Francia  | 172h12'16" |
| 2    | Learco Guerra     | Italia   | a 14'13"   |
| 3    | Antonin Magne     | Francia  | a 16'03"   |
| 4    | Jef Demuysere     | Belgio   | a 21'34"   |
| 5    | Marcel Bidot      | Francia  | a 41'18"   |
| 6    | Pierre Magne      | Francia  | a 45'42"   |
| 7    | Frans Bonduel     | Belgio   | a 56'19"   |
| 8    | Benoît Fauré      | Francia  | a 58'34"   |
| 9    | Charles Pélissier | Francia  | a 1h04'37" |
| 10   | Adolf Schön       | Germania | a 1h21'39" |